# Stoke next Guildford
Stoke next Guildford var en civil parish från 1894 till 1904 då den blev en del av Stoke och Worplesdon, i grevskapet Surrey, i England. Civil parish hade 4 462 invånare år 1901.